# Летище Горна Оряховица
Летище Горна Оряховица (на английски: Gorna Oryahovitsa Airport) е летище в Северна България, на 6 км от град Горна Оряховица.
Намира се на 205 км от третото най-натоварено летище в България – Летище Варна и на 116 км от Летище Русе. Разполага с една писта за излитане и кацане с дължина 2450 м. През 2007 година броят на преминалите пътници е едва 941. Към 2013 година летището не обслужва редовни линии, а само отделни товарни и чартърни полети. Планира се отдаването на летището под концесия, заедно с Летище Русе, но решението за това е отлагано неколкократно.

## История
През 1925 г. е създадено летището при Горна Оряховица, като средства за построяването му даряват Дан Колов и Хари Стоев.
До 1948 година се ползва предимно от Военновъздушните сили.
През 1948 г. е открита редовна гражданска въздушна линия до София, третата такава в страната.
През 1973 г. е завършена сегашната писта с бетонна конструкция, асфалтирана през 1982 г.
През 1978 г. е завършен нов пътнически терминал и административна сграда, а през 1994 година – нова сграда за управление на въздушното движение.
През 1995 г. летището става международно и в него е открит граничен и митнически пункт.
От 1997 г. има светотехническа система, позволяваща кацания и излитания при намалена видимост. 

## Редовни линии и трафик
Пътнически трафик в периода 2001 – 2023 г.:
| Година | Трафик |
| 2001   | 336    |
| 2002   | 249    |
| 2003   | 288    |
| 2004   | 314    |
| 2005   | 331    |
| 2006   | 515    |
| 2007   | 941    |
| 2008   | 452    |
| 2009   | 234    |
| 2010   | 1177   |
| 2011   | 562    |
| 2012   | 301    |
| 2013   | 281    |
| 2014   | 286    |
| 2015   | 495    |
| 2016   | 235    |
| 2017   | 361    |
| 2018   | 388    |
| 2019   | 235    |
| 2020   | 95     |
| 2021   | 0      |
| 2022   | 136    |
| 2023   | 196    |